# Squatina legnota
Squatina legnota es una especie de elasmobranquio escuatiniforme de la familia Squatinidae.